# Lithobates heckscheri
Lithobates heckscheri es una especie de anfibio anuro de la familia Ranidae.

## Distribución geográfica
Esta especie es originalmente endémica de la planicie costera del sureste de los Estados Unidos. Habita:
- en el sureste de Carolina del Norte;
- en el este de Carolina del Sur;
- en el sur de Georgia;
- en el norte de Florida;
- en el sur de Alabama;
- en el sur de Mississippi.[4]

Fue introducido en la República Popular China.

## Descripción
Lithobates heckscheri mide de 80 a 130 mm para los machos y de 100 a 155 mm para las hembras.

## Etimología
Esta especie lleva el nombre en honor a August Heckscher (1848-1941), un filántropo estadounidense.

## Publicación original
- Wright, 1924: A new bullfrog (Rana heckscheri) from Georgia and Florida. Proceedings of the Biological Society of Washington, vol. 37, p. 141-152[5]